# 鉄道附属地
鉄道附属地（てつどうふぞくち）は、19世紀末から20世紀前半の中国に存在した行政権や治外法権をもつ鉄道会社所有地のこと。
東清鉄道と南満洲鉄道の附属地がある。

## 概要
ロシア帝国では、モスクワからウラジオストクに至るシベリア鉄道の一部として、清を縦断する東清鉄道が計画された。
1896年に、ロシアは清と条約（露清密約）を結び、鉄道の建設に必要な土地の管理権を獲得した。これがいわゆる「鉄道附属地」である。
そしてロシアはこの条約を拡大解釈し、単なる土地の所有権だけでなく、清の行政権が及ばない排他的行政権を認めさせた。そして線路や駅など本来の鉄道用地のみならず、鉄道から数百メートルも離れた用地をも鉄道附属地とし、鉱山や都市を開発した。
1906年に、大日本帝国の国策会社南満洲鉄道が設立されると、この鉄道附属地制度も継承した（詳細は満鉄附属地を参照）。
東清鉄道の附属地
1917年にロシア革命が勃発し、革命政府が中国内の権益の放棄を宣言した。そのため中華民国は1921年に、附属地の行政権を回収し、「東省特別行政区」を設置した。
南満洲鉄道の附属地
満洲国の成立後、1937年に行政権が移譲された。